# Hockey in-line ai Giochi mondiali
| Hockey in-line ai Giochi mondiali | Hockey in-line ai Giochi mondiali |
| Specialità                        | Specialità                        |
| --------------------------------- | --------------------------------- |
| Hockey in-line                    |                                   |
| Edizione                          | Titoli                            |
| 2005                              | 1                                 |
| 2009                              | 1                                 |

L'hockey in-line è stato introdotto ai Giochi mondiali a partire da Duisburg 2005 ed è stato riconfermato come sport ufficiale per l'edizione successiva. 
Si disputano competizioni solo maschili.

## Titoli
| Edizione       | Oro         | Argento | Bronzo    |
| -------------- | ----------- | ------- | --------- |
| Duisburg 2005  | Stati Uniti | Canada  | Svizzera  |
| Kaohsiung 2009 | Stati Uniti | Francia | Rep. Ceca |